# 盖拜尔延
盖拜尔延，是匈牙利索博尔奇-索特马尔-贝拉格州所辖的一个村。总面积5.38平方公里，总人口536，人口密度99.6人/平方公里（2011年1月1日）。